# Kuramathi
Kuramathi ist eine Hotelinsel der Malediven. Sie ist eine von acht Inseln, die von der maledivischen Firma Universal Enterprises Limited verwaltet und vermarktet werden.
Sie liegt 60 km westlich von Malé im Rasdhoo-Atoll. 
Kuramathi ist dicht mit Büschen und Kokospalmen bewaldet.
An der Westseite der Insel befindet sich eine Sandbank, die bei Ebbe sichtbar ist.

## Infrastruktur
Erreicht werden kann die Insel über den Malé International Airport und dann weiter mit Boot (1,5 Stunden) oder Wasserflugzeug (20 Minuten). Eine Fähre verbindet die Insel mit der Nachbarinsel Rasdhoo mit einem Einheimischendorf.
Auf der Insel befindet sich ein Medizinisches Zentrum. In Zusammenarbeit mit der Martin-Luther-Universität Halle-Wittenberg wird die größte Druckkammer der Malediven betrieben.
Seit 2000 gibt es eine Eco Centre genannte Biostation auf Kuramathi, in der über die marine Artenvielfalt und  Ökologie informiert wird, und in Kursen für Touristen Einblicke in die biologischen Vorgänge und Zusammenhänge rings um Kuramathi vermittelt werden.

## Sport
Im Wassersportcenter der Insel gibt es einen Bootsverleih, Windsurf- und Segelkurse werden dort angeboten.
Tauchgebiete gibt es im nahegelegenen „Hammerhead-Shark-Point“ und am Außenriff des Atolls mit Kugelfischen, Riffhaien, Doktorfischen, Papageifischen, Drückerfischen und Falterfischen. Vereinzelt sind am Außenriff Meeresschildkröten zu sehen.